# Knut Jaensson
Knut Bernhard Jaensson, född 19 april 1893 i Örebro församling, Örebro län, död 30 november 1958 i Vårdinge församling, Stockholms län, var en svensk författare och litteraturkritiker.

## Biografi
Knut Jaenssons far var läderhandlaren John Jaensson. Efter studentexamen i Örebro 1911 studerade Knut Jaensson konsthistoria vid Uppsala universitet och var 1912 elev vid Karl Wilhelmssons målarskola, varefter han fortsatte sina studier vid universitetet i Berlin. Från 1918 var han korrespondent vid olika företag och från 1920 anställd vid Stockholms gasverk, där han arbetade till och med 1949.
Som kritiker debuterade Jaensson i den kulturradikala veckotidningen Fönstret 1930. Hans första bok var D.H. Lawrence (1934), nästa betydande arbete blev Fredrik Böök som litteraturkritiker (1939). Han medverkade som kritiker i Karavan 1934–35, från 1934 i Bonniers litterära magasin och från 1946 Dagens Nyheter.  Jaensson var från 1914 gift med Tora Dahl. Deras hem på Lidingö blev från mitten av 1930-talet en betydelsefull mötesplats för unga författare.
Jaensson gjorde en viktig insats med sina studier i nyare svensk litteratur.